# Johannes von Nepomuk (Waldau)

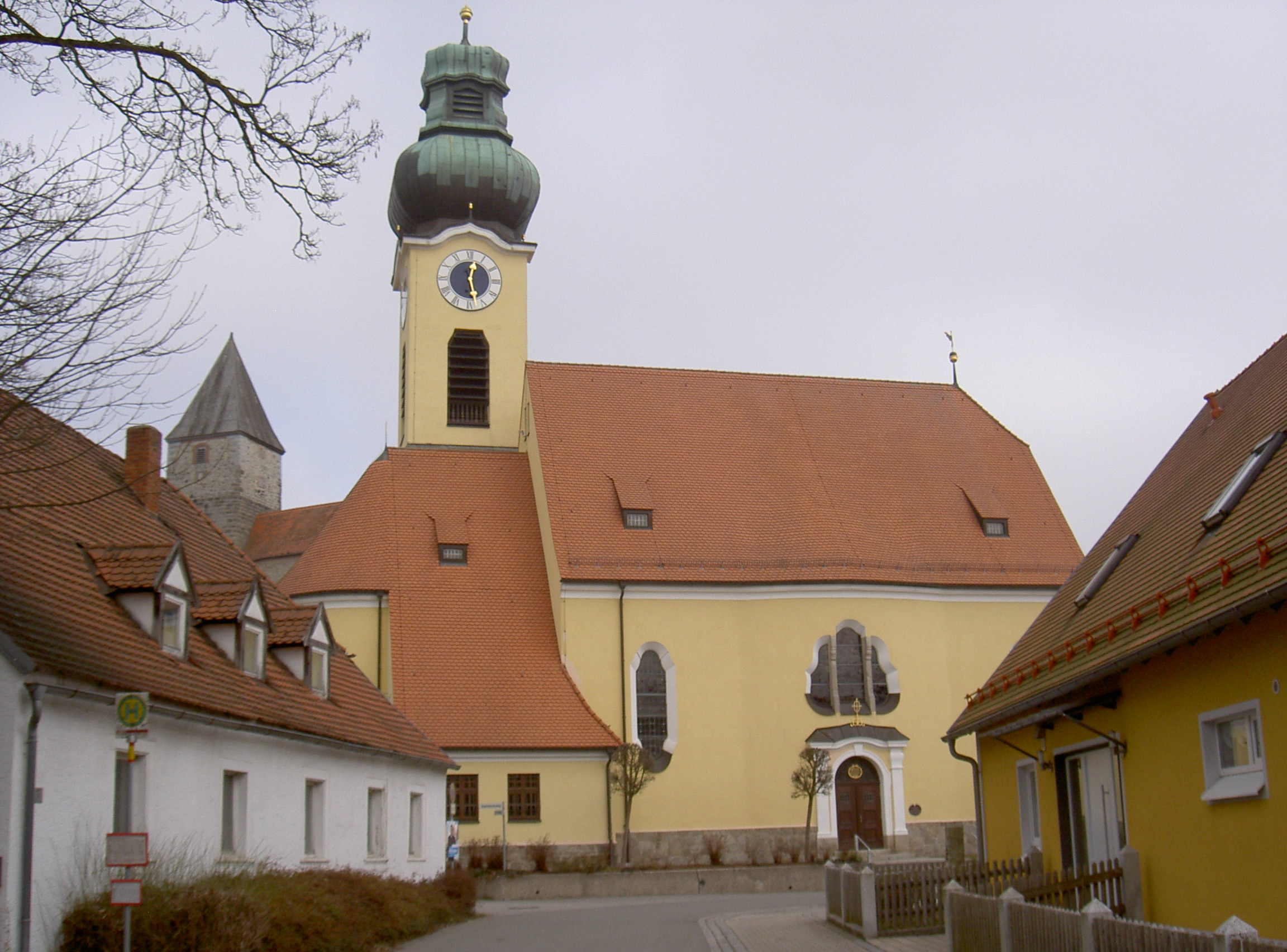
Filialkirche Johannes von Nepomuk in Waldau von Südwest (2014)

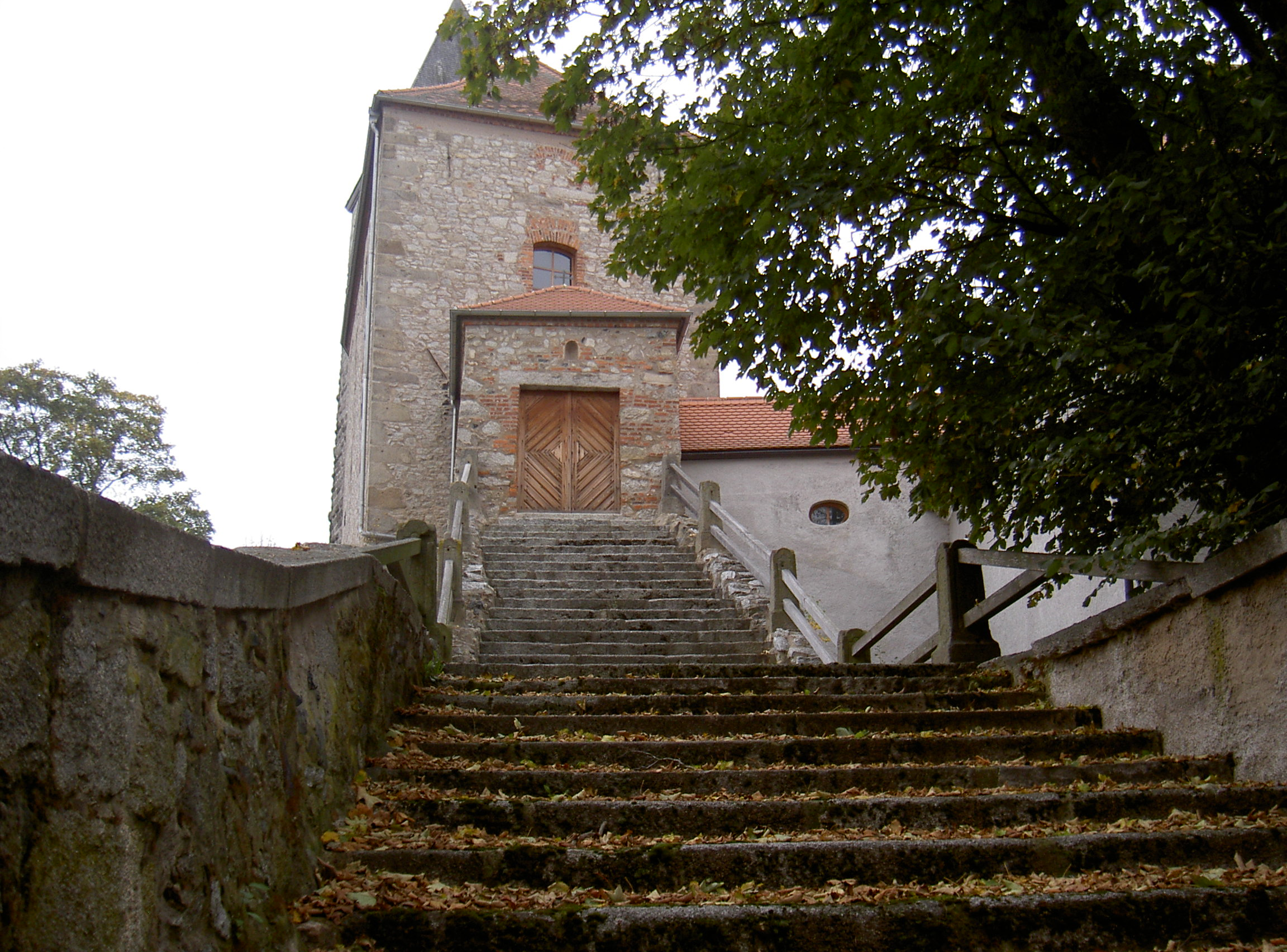
Aufgang zu Burg Waldau

Die römisch-katholische Benefiziumskirche Johannes von Nepomuk liegt in dem Burgdorf Waldau (Kirchweg 2), einem Gemeindeteil der Oberpfälzer Stadt Vohenstrauß. Sie gehört zur Pfarreiengemeinschaft Vohenstrauß-Böhmischbruck-Altenstadt-Altentreswitz-Kössing-Oberlind-Waldau.

## Frühe Kirchengebäude in Waldau
In dem ältesten Pfarrverzeichnis der Diözese Regensburg von 1326 wird Waldau nicht erwähnt. Es muss aber bereits im 16. Jahrhundert eine Kirche in Waldau bestanden haben, denn bei der 1542 erfolgten Abtrennung von Altenstadt von Vohenstrauß wird Waldau noch als Filiale von Altenstadt genannt. Ein schriftlicher Beleg über eine Kirche in Waldau stammt von 1601. Damals hat der lutherische Georg Christoph von Wirsberg ein neues Kirchlein außerhalb des Schlosses neben seinem Malzhaus erbauen lassen, da die alte Filialkirche zusammengefallen war. Dieser Adelige erscheint bereits 1596, als er seine Untertanen zu Ober- und Unterlind an den Markgrafen Georg Friedrich verkaufte. Die Kirche wurde am 19. Juli 1601 durch den Superintendenten Böhm aus Vohenstrauß eingeweiht und der Heiligen Dreieinigkeit geweiht. Im Zuge der Gegenreformation betreuten Jesuiten von 1627 bis 1630 die Kirche in Waldau, die Filiale Waldau wurde dabei von dem evangelisch gebliebenen Altenstadt abgetrennt. In dieser Zeit wurde Waldau von der katholischen Pfarrei Lennesrieth, heute ein Ortsteil von Waldthurn, betreut. Ab 1657 kam Waldau unter die Obsorge der Kapuziner von Vohenstrauß.
Nachdem auch diese Kirche im 18. Jahrhundert baufällig geworden war, wurde sie auf Geheiß des Baron Johann Carl von Rummel 1716 abgerissen und die Kirche in die bereits leerstehende Burg Waldau verlegt. Dabei wurde der früher freistehende Bergfried zum Kirchturm umfunktioniert, ein Zwischenbau wurde zum Chor und der dreistöckige Palas zum Kirchenschiff. Damals wurde auch ein Schlossbenefizium eingerichtet; deshalb wird sie auch heute offiziell noch als „Benefizium Waldau St. Johannes Nepomuk“ bezeichnet. Der erste Benefiziat war Andreas Stubenrauch, an den eine Tafel an der Außenwand der neuen Kirche (sie war früher in der Schlosskirche) erinnert; auch seine Gebeine wurden in die neue Kirche neben dem Hochaltar beigesetzt († 23. Oktober 1751). 1721 wurden eine Vorhalle und die Kirchenstiege errichtet, 1736 wurde im obersten Bergfriedgeschoß ein Glockenstuhl mit vier Glocken errichtet.

## Neubau der Johannes-von-Nepomuk-Kirche
Die jetzige Dorfkirche wurde 1912 nach Plänen von dem Regensburger Architekt Heinrich Hauberrisser in neobarockem Stil errichtet. Die neue Kirche wurde dem Johannes von Nepomuk geweiht und am 22. Mai 1932 von Bischof Michael Buchberger konsekriert.
Vor dem Schlosseingang ist eine Nepomukstatue aus dem 18. Jahrhundert aufgestellt, die im Sockel das Allianzwappen der Rummels und der Podewils zeigt.

### Innenausstattung

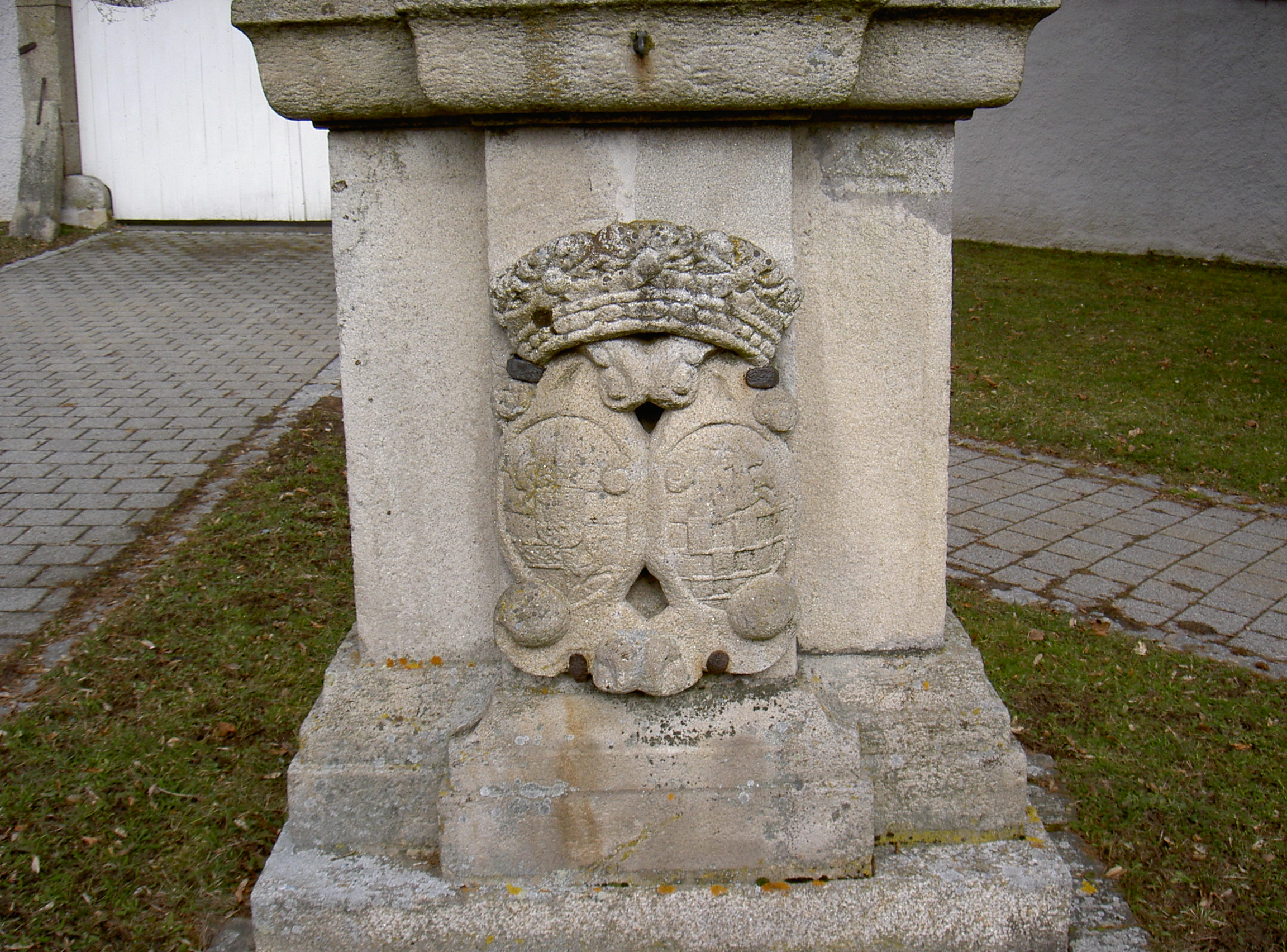
Allianzwappen der Rummels und der Podewils vor dem Schloss Waldau

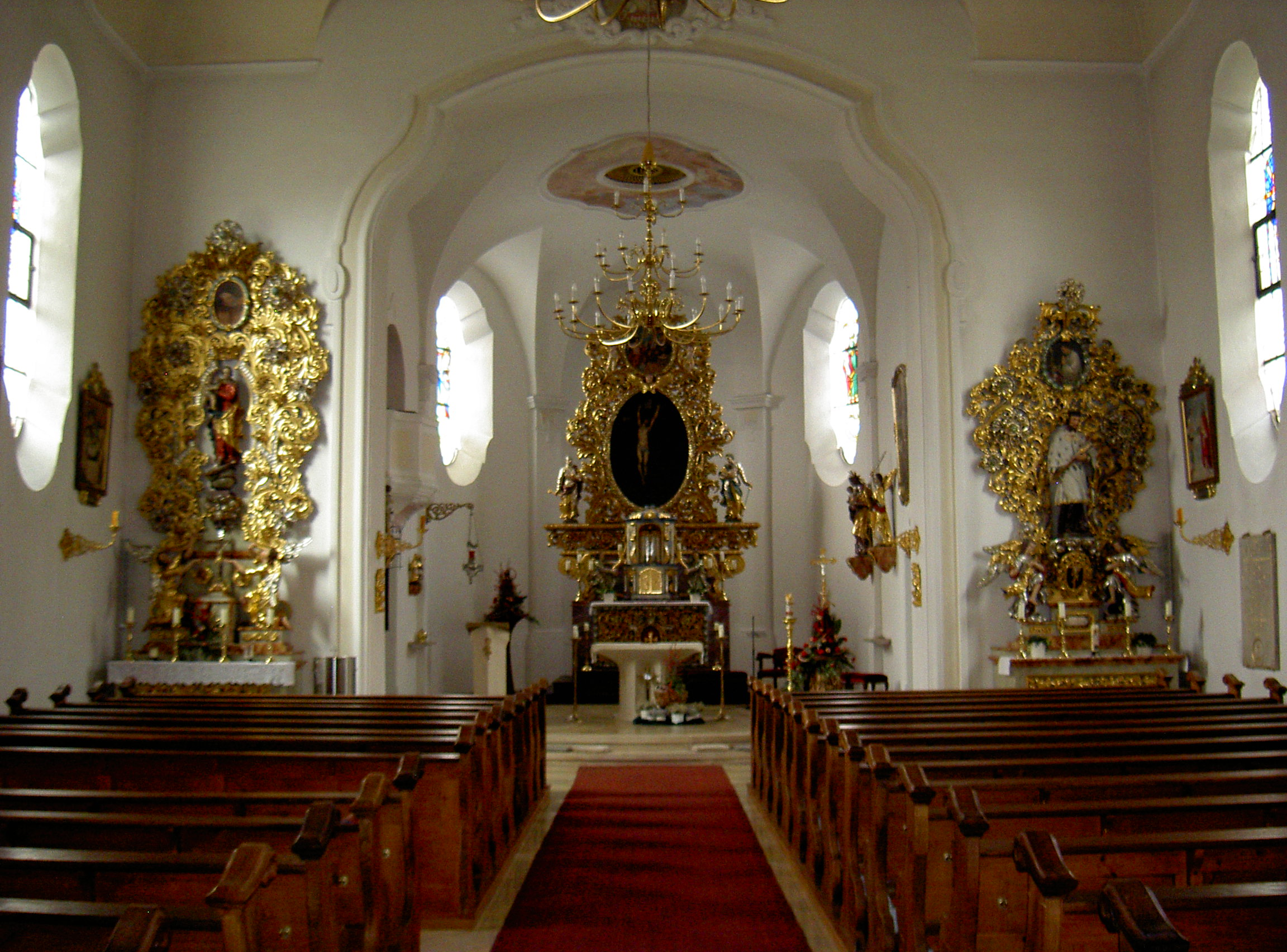
Innenraum der Filialkirche Johannes von Nepomuk

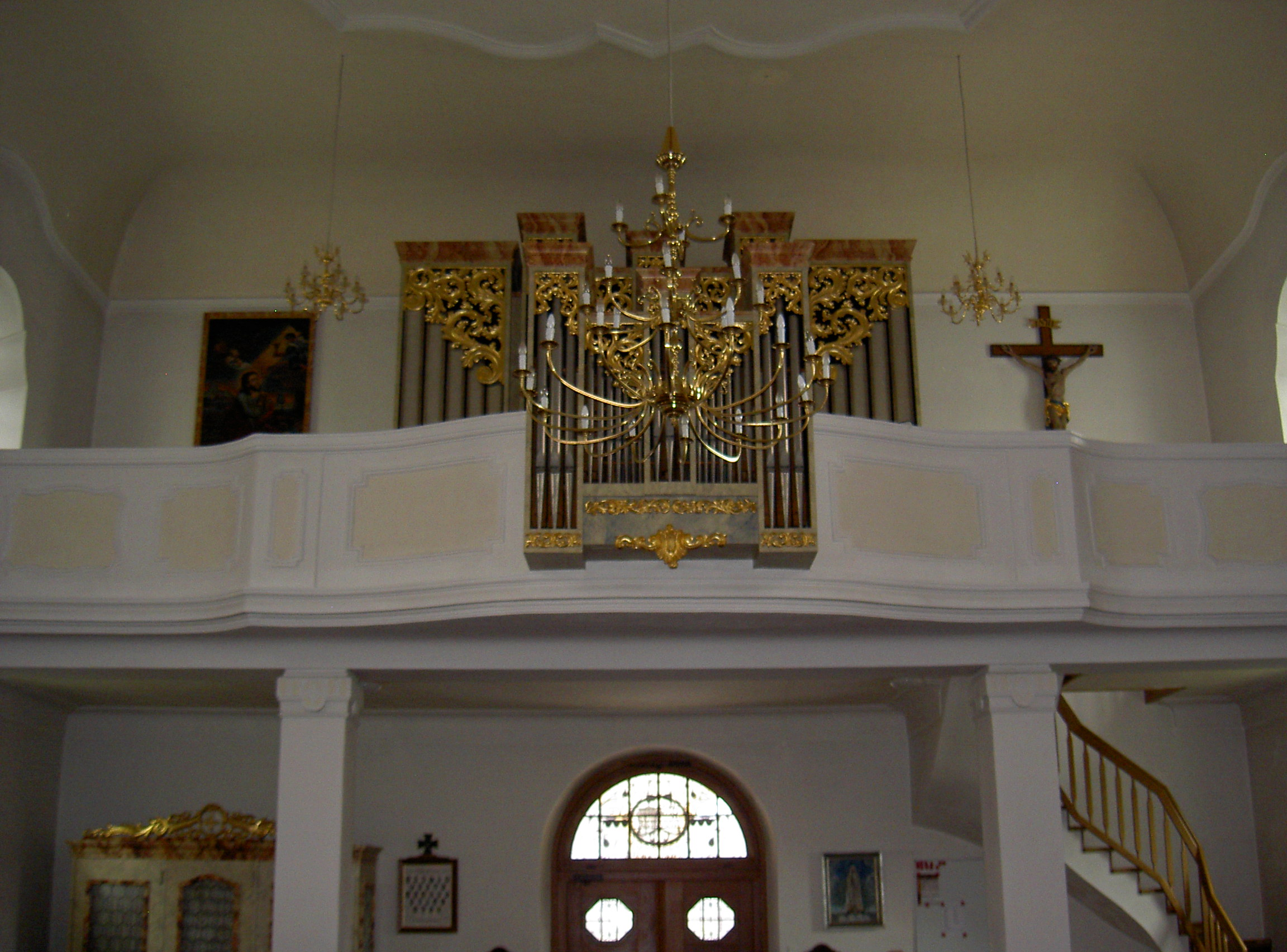
Orgelprospekt der Filialkirche Johannes von Nepomuk

Die Ausstattung geht z. T. auf die frühere Burgkapelle zurück, die durch die Freiherrn von Rummel (seit 1681 Hofmarksbesitzer) großzügig ausgestattet wurde. Der ältere Hochaltar ist von einem aufwändig geschnitzten Antependium umgeben. Das Altarbild zeigt einen hängenden Christus nach niederländischer Art. Die Seitenfiguren zu dem Altarbild stellen die Heiligen Petrus und Paulus dar.
Die beiden Seitenaltäre sind ebenfalls mit einer reichen Akanthusschnitzerei ausgestattet. Der rechte ist dem Kirchenheiligen geweiht. Vermutlich wurde er um 1717 von Karl Johann Freiherr von Rummel und seiner Frau Rosina Dorothea, geb. Freiin von Podewils, gestiftet worden. Wahrscheinlich ist die Auswahl dieses Heiligen, der erst 1729 heiliggesprochen wurde, auf die aus Böhmen stammende Ehegattin zurückzuführen, denn dort wurde der Prager Brückenheilige schon früher verehrt. Der linke Seitenaltar ist ein Marienaltar, der von dem Weidener Bildhauer Johann Wolfgang Rösch 1948 geschaffen wurde. Die Marienfigur, die Josefsfigur und die Kreuzigungsgruppe stammen aus der Burgkirche.
Auch die Kanzel und der Kreuzweg wurden zuerst in die neue Kirche übertragen, die alten Kreuzwegbilder wurden aber 1949 ersetzt. Die Kanzel wurde später entfernt, nur das darauf sich befindliche Relief von Romulus und Remus (eine Anspielung auf die Freiherrn von Rummel) wurde im Chorbogen angebracht. Volksaltar und Ambo wurden nach Entwürfen von Hans Wurmen aus Hausen gestaltet.

### Orgel
Als die neue katholische Pfarrkirche in Vohenstrauß eine neue Orgel bekam, wurde die alte Orgel 1932 nach Waldau verkauft. Das Instrument war eine mechanische Orgel, die 1858 von Joseph Bohl aus Augsburg 1858 einmanualig gebaut wurde. Vermutlich wurde dieses 1875 durch die Orgelbaufirma Steinmeyer aus Oettingen um ein zweites Manual und 17 Register erweitert. Als Besonderheit arbeitete das Instrument mit zwei Systemen, das erste Manual war eine Schleiflade, das zweite Manual und Pedal eine Kegellade. Das Instrument erwies sich als sehr anfällig und deshalb beschloss die Kirchengemeinde 1990, die Orgel stillzulegen und übergangsweise eine Computerorgel anzuschaffen.
Seit 1998 tut wieder eine Pfeifenorgel in Waldau ihren Dienst. Diese ist ein gebrauchtes Instrument den Firma Steinmayer aus dem Jahr 1971 (op. 2259), das von der evangelischen Gemeinde von Lützelsachsen wegen einer Kirchenneugestaltung zum Kauf angeboten worden war. Die Orgel wurde von der Firma Jann aus Allkofen geringfügig umgebaut und neu intoniert. Die vollmechanische Orgel verfügt über 13 Register auf zwei Manualen und Pedal. Für die Waldauer Kirche wurde das Instrument mit goldenen Schnitzereien und einer Marmorierung versehen, wobei diese Verzierungen mit den Akanthusschnitzereien der Altäre übereinstimmt.